# Żabokrycz
Żabokrycz (ukr. Жабокрич; pol. hist. Żabokrzycz) – wieś na Ukrainie, w obwodzie winnickim, w rejonie krzyżopolskim, na Podolu. W 2001 roku liczyła ok. 2 tys. mieszkańców.

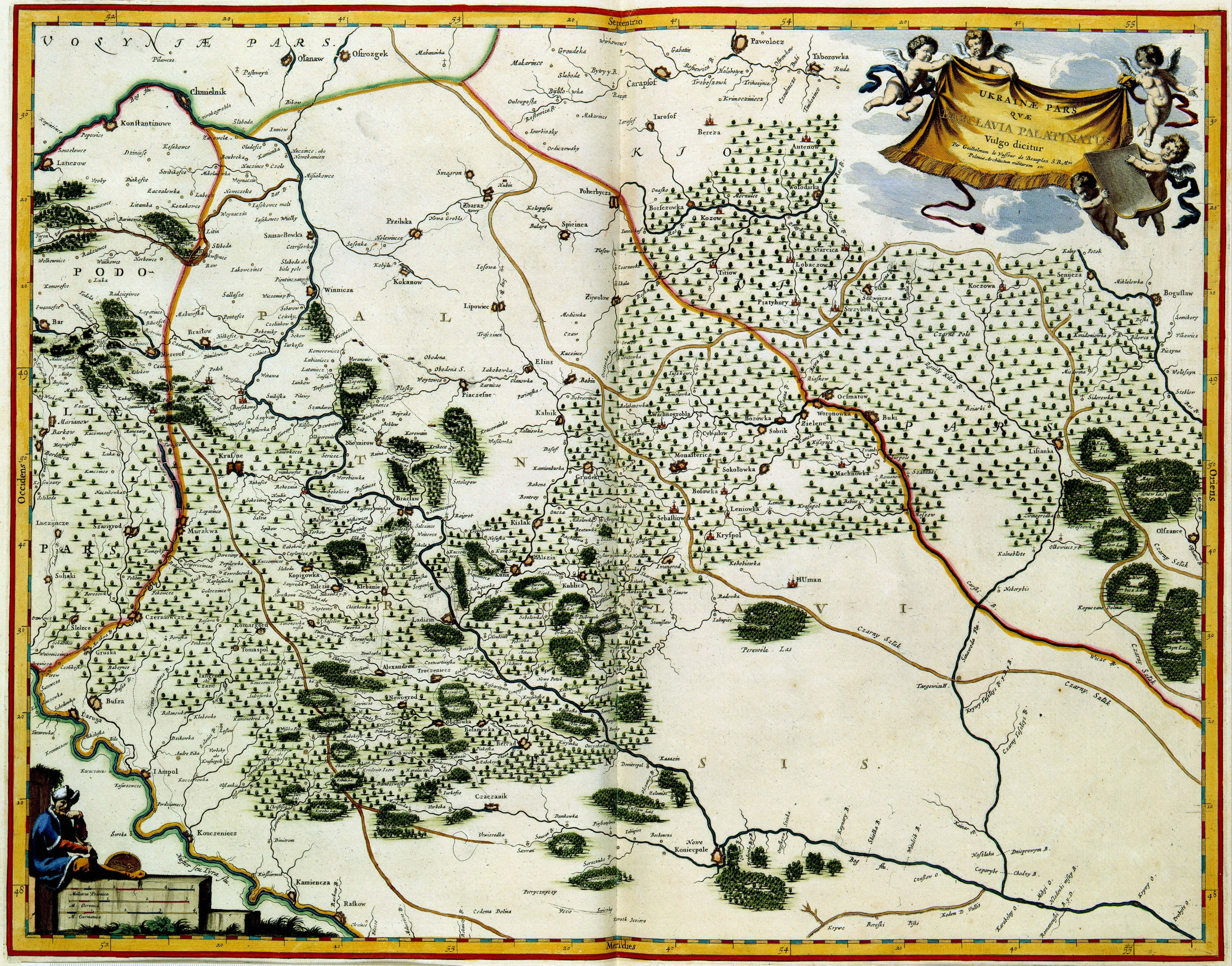
Woj. bracławskie w 1648 z Żabokrycą (w dolnej części)

Prywatne miasto szlacheckie położone w województwie bracławskim było w 1789 roku własnością starosty kołomyjskiego Skarbka. Utracone przez Polskę w II rozbiorze Polski. W okresie zaborów wieś była własnością polskiej rodziny Belina-Brzozowskich (m.in. należała do Zenona Beliny-Brzozowskiego).

## Dwór
- parterowy, murowany dwór przebudowany w drugiej połowie XIX w. przez Władysława Huberta Brzozowskiego (1876-1957) przez dobudowanie po obu jego stronach dwukondygnacyjnych skrzydeł[3].

## Urodzeni
- Władysław Jabłonowski – pisarz i polityk.